# Arboys en Bugey
Arboys en Bugey est, depuis le 1er janvier 2016, une commune nouvelle française située dans l'Ain en région Auvergne-Rhône-Alpes. Elle est issue du regroupement des deux communes d'Arbignieu et Saint-Bois.

## Géographie

### Climat
Pour des articles plus généraux, voir Climat d'Auvergne-Rhône-Alpes et Climat de l'Ain.
En 2010, le climat de la commune est de type climat des marges montargnardes, selon une étude du CNRS s'appuyant sur une série de données couvrant la période 1971-2000. En 2020, Météo-France publie une typologie des climats de la France métropolitaine dans laquelle la commune est exposée à un climat de montagne ou de marges de montagne et est dans la région climatique Alpes du nord, caractérisée par une pluviométrie annuelle de 1 200 à 1 500 mm, irrégulièrement répartie en été.
Pour la période 1971-2000, la température annuelle moyenne est de 11,4 °C, avec une amplitude thermique annuelle de 18,2 °C. Le cumul annuel moyen de précipitations est de 1 100 mm, avec 10,4 jours de précipitations en janvier et 7,4 jours en juillet. Pour la période 1991-2020, la température moyenne annuelle observée sur la station météorologique de Météo-France la plus proche, « Belley Man », sur la commune de Belley à 4 km à vol d'oiseau, est de 12,1 °C et le cumul annuel moyen de précipitations est de 1 099,8 mm,. Pour l'avenir, les paramètres climatiques de la commune estimés pour 2050 selon différents scénarios d'émission de gaz à effet de serre sont consultables sur un site dédié publié par Météo-France en novembre 2022.

## Urbanisme

### Typologie
Au 1er janvier 2024, Arboys en Bugey est catégorisée commune rurale à habitat dispersé, selon la nouvelle grille communale de densité à 7 niveaux définie par l'Insee en 2022.
Elle est située hors unité urbaine. Par ailleurs la commune fait partie de l'aire d'attraction de Belley, dont elle est une commune de la couronne,. Cette aire, qui regroupe 31 communes, est catégorisée dans les aires de moins de 50 000 habitants,.

## Toponymie
Le nom « Arboys en Bugey » est formé du mot Arboys venu de la contraction d'Arbignieu et de Saint-Boys, ancienne orthographe de la commune de Saint-Bois comme on peut le voir sur le monument aux morts de l'ancienne commune et du complément en Bugey qui rappelle la localisation de la commune dans la région naturelle de l'Est du département de l'Ain.

## Histoire
A proximité du hameau de Thuys, des fouilles archéologiques menées depuis les années 1960 ont mis en évidence un abri sous roche fréquenté dès le mésolithique,.
La création de la nouvelle commune, entérinée par l'arrêté du 29 septembre 2015, entraînant la transformation d'Arbignieu et Saint-Bois en communes déléguées, est entrée en vigueur le 1er janvier 2016.

## Politique et administration

### Découpage territorial
La commune d'Arboys en Bugey est membre de la communauté de communes Bugey Sud, un établissement public de coopération intercommunale (EPCI) à fiscalité propre créé le 1er janvier 2014 dont le siège est à Belley. Ce dernier est par ailleurs membre d'autres groupements intercommunaux.
Sur le plan administratif, elle est rattachée à l'arrondissement de Belley, au département de l'Ain et à la région Auvergne-Rhône-Alpes. Sur le plan électoral, elle dépend du  canton de Belley pour l'élection des conseillers départementaux, depuis le redécoupage cantonal de 2014 entré en vigueur en 2015, et de la troisième circonscription de l'Ain  pour les élections législatives, depuis le dernier découpage électoral de 2010.

### Administration municipale

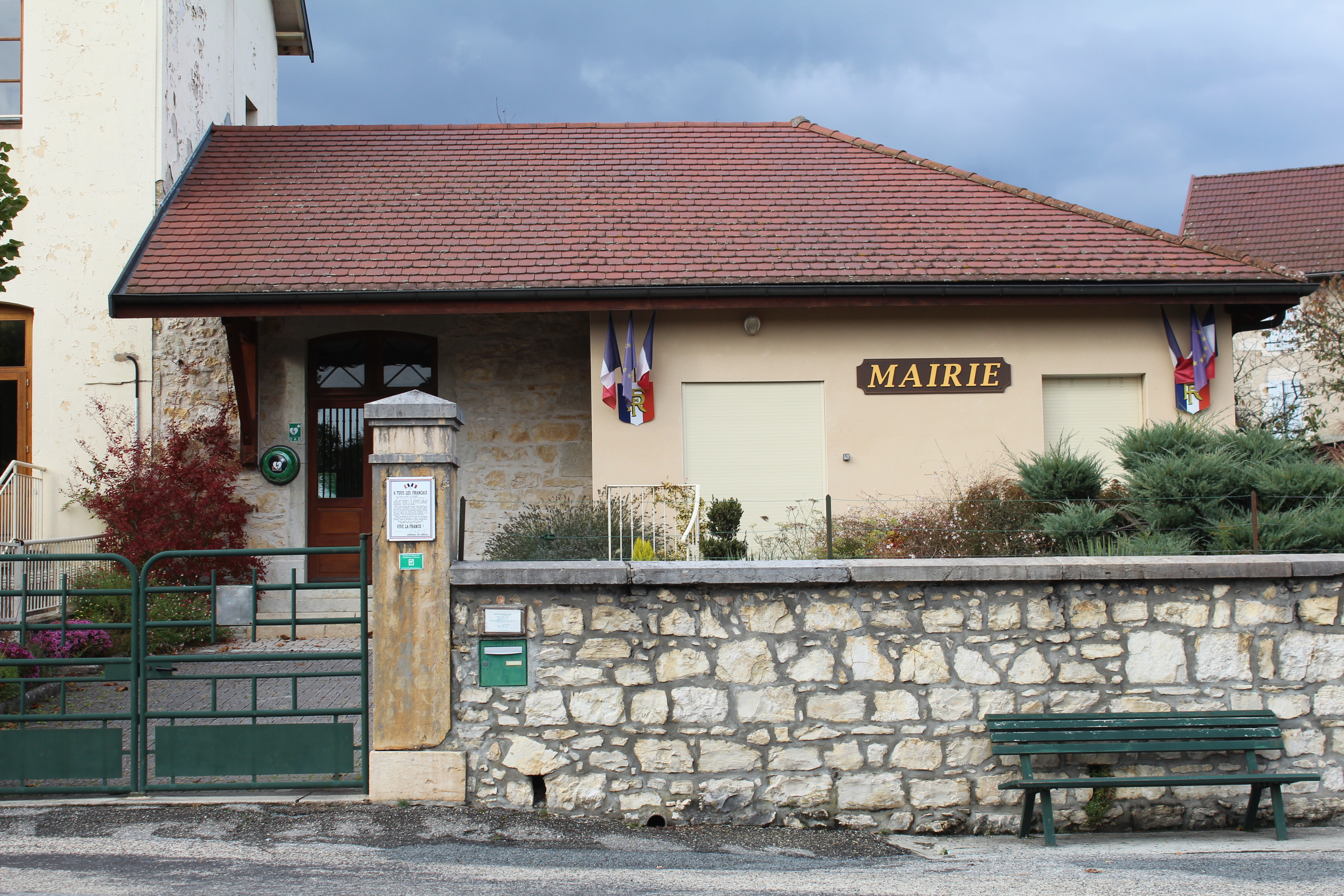
Mairie.

| Période         | Période  | Identité             | Étiquette | Qualité  |
| --------------- | -------- | -------------------- | --------- | -------- |
| 14 janvier 2016 | 2020     | Charles Berger       | SE        | Retraité |
| 26 mai 2020     | En cours | Michel-Charles Riera | SE        |          |

| Nom               | Code Insee | Intercommunalité | Superficie (km2) | Population (dernière pop. légale) | Densité (hab./km2) |
| ----------------- | ---------- | ---------------- | ---------------- | --------------------------------- | ------------------ |
| Arbignieu (siège) | 01015      | CC Bugey Sud     | 13,07            | 509 (2018)                        | 39                 |
| Saint-Bois        | 01340      | CC Bugey Sud     | 9,42             | 138 (2018)                        | 15                 |

## Population et société

### Démographie
L'évolution du nombre d'habitants est connue à travers les recensements de la population effectués dans la commune depuis sa création.
En 2022, la commune comptait 688 habitants, en évolution de +7,5 % par rapport à 2016 (Ain : +5,15 %, France hors Mayotte : +2,11 %).
| 2018 | 2022 |
| ---- | ---- |
| 647  | 688  |

## Culture locale et patrimoine

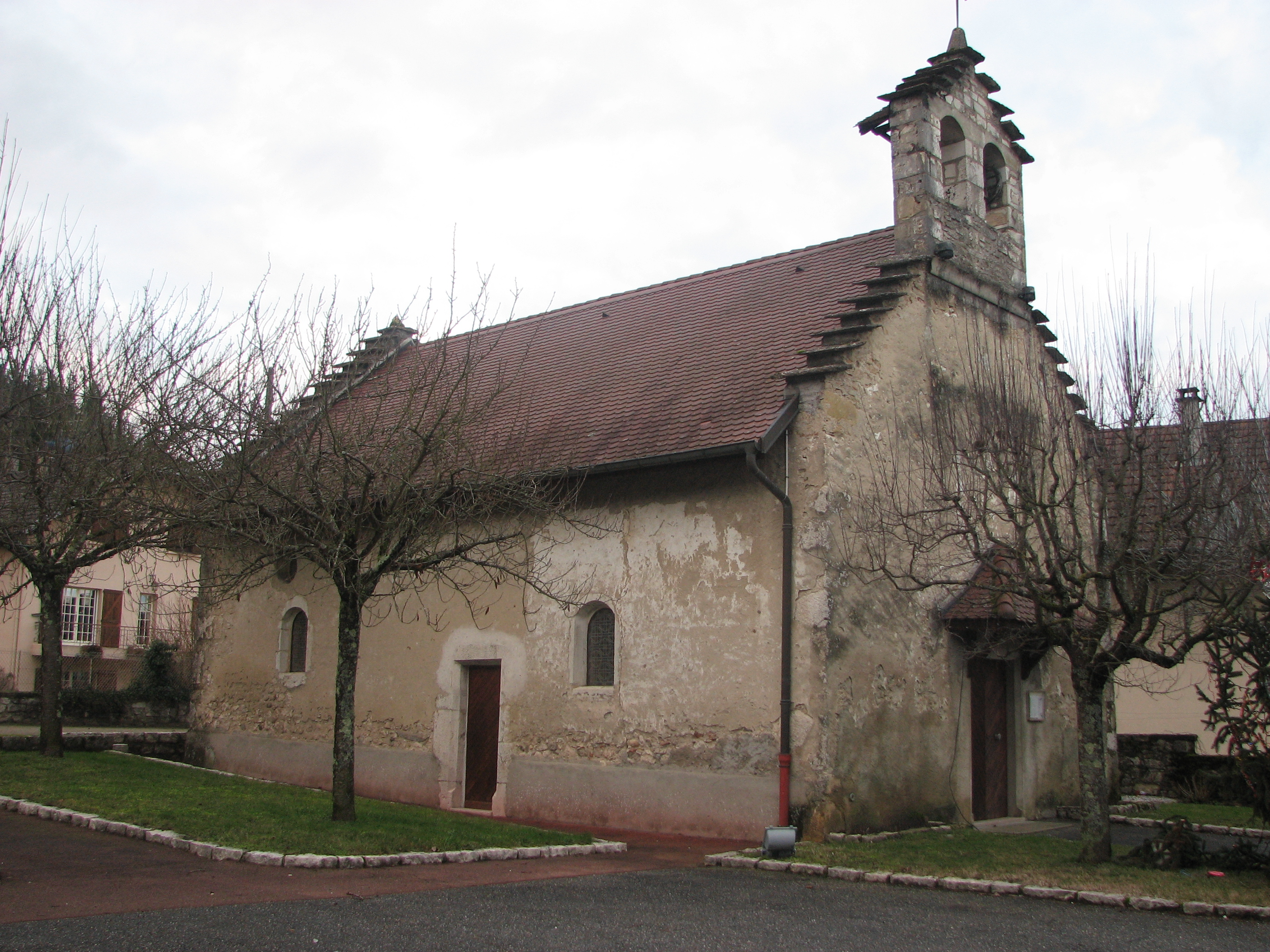
Église Saint-Pierre de Peyzieu.

### Lieux et monuments
- Boule de Gargantua (pierre à cupules).
- Ruines du château de Longecombe, ancien fief possédé au XIVe siècle par la famille de Luyrieu et dans la suite par celle de Longecombe.
- Maison forte de Thoy ou Thuey.
- Maison du général Parra du XVIIIe siècle à Sillignieu.
- Église Saint-Pierre de Peyzieu.
- Église Saint-Étienne d'Arbignieu.
- Église Saint-Baudille de Saint-Bois.
- Ruines du château de Châtillonnet : les ruines se dressent sur un rocher tombant à pic sur le Gland. Il n’en subsiste que quelques vestiges. Ce fief fut possédé par les familles de Seyssel, de Bienvenue, de Luyset, de Dortan, Sauvage.
- Vestiges du château de Perrozet (tour et vieille porte) : le château, cité vers 1460, est en ruines à la fin du XVIe ou au début du XVIIe siècle.
- Vieux ponts du Sauget et de Saint-Bois.

### Personnalités liées à la commune
- Césaire Nivière (1799-1879), agronome, est né à Peyzieu, sur le territoire actuel de la commune.